# SC Veltheim
Der SC Veltheim ist ein Schweizer Fussballverein aus dem Winterthurer Kreis Veltheim und früherer Teilnehmer an der höchsten Schweizer Liga bei den Männern sowie bei den Frauen. Zurzeit spielen die Männer und Frauen in der 2. Liga.

## Geschichte
Der erste FC Veltheim wurde 1908 gegründet. 1912 fusionierte der Verein mit dem FC Stella, einem Jugendclub aus Gymnasiasten, Industrieschülern und Lehrlingen und erbte dadurch dessen Platzrecht auf der Schützenwiese. Durch die Fusion gestärkt konnte Veltheim in der darauffolgenden Saison 1913/14 die Meisterschaften der Serien B, C und D erspielen, und die erste Mannschaft stieg in die höchste Schweizer Spielklasse auf. Doch noch vor Beginn der wegen des Ersten Weltkriegs verspätet startenden Meisterschaft kam es im Jahr 1915 zur Fusion des damaligen FC Veltheim mit dem FC Winterthur zum Vereinigten FC Winterthur-Veltheim, da es unter diesen Umständen für kleine Vereine wie den FC Veltheim schwierig war, eine dem Ligenniveau entsprechende Mannschaft zu stellen.
Nach diesem Beschluss gründeten 21 enttäuschte Spieler, da der Klub auch ohne die Fusion den Aufstieg in die Serie A geschafft hätte, am 29. August 1915 im ehemaligen Restaurant «zur Relle» den heutigen Sportclub Veltheim. Erster Präsident des vorwiegend aus Spielern der 3. Mannschaft gebildeten Vereins wurde Eugen Weiler, der seine fünf Brüder später auch zum SC Veltheim brachte, darunter auch Max und Walter Weiler. Das erste Spiel konnte der neu gegründete Verein am 7. November 1915 gegen den FC Oerlikon mit gleich 6:1 gewinnen. 1916 trat der SC Veltheim dem Schweizerischen Fussballverband bei, durfte jedoch nicht in der Serie B starten und musste mit der Serie C vorlieb nehmen. Mit einer guten Saison 1916/17 in der Serie C wurde die Mannschaft darauf Ostschweizer Meister und stieg in der Folge in die Serie B auf. Danach spielte der SC Veltheim eine Zeit lang in der Serie B, wobei Veltheim bereits 1918 knapp den Aufstieg verpasste; nachdem man im Och-Cup mit dem FC Nordstern Basel und dem Lokalrivalen Winterthur-Veltheim bereits zwei Erstligisten ausgeschaltet hatte, scheiterte man im Viertelfinale am späteren Cupsieger Concordia Basel.
In der Saison 1923/24 schaffte Veltheim unter dem Schweizer Nationalspieler Gustav Gottenkieny als Trainer nach einer souveränen Saison ohne Niederlage als Promotionsmeister den Aufstieg in die höchste Spielklasse. In der ersten NLA-Saison wurde mit Max Weiler der bisher einzige männliche Nationalspieler Veltheims in die Schweizer Nationalmannschaft berufen. Weiler wechselte in der nächsten Saison zu GC. In der Saison 1925/26 wurde nach Ende der regulären Saison aufgrund eines Rekurses der Winterthurer Arnold von der SFAV-Rekurskommission als Profisportler deklariert, wodurch vier Partien Veltheims mit seiner Beteiligung als Forfaitniederlagen gewertet wurden. Da Veltheim dadurch sieben Punkte verlor, musste der Verein infolgedessen anstatt St. Gallen in die Relegationsspiele gegen den FC Oberwinterthur (Winterthurer Sportverein), konnte sich jedoch mit zwei klaren Siegen gegen den Stadtrivalen behaupten. In der Saison danach konnte Veltheim den Abstieg jedoch nicht mehr abwenden – durch Spielerabgänge geschwächt stieg Veltheim 1927 nach vier Saisons Erstklassigkeit wieder in die zweithöchste Liga ab. Als es 1930 zur Ligareform kam (Verkleinerung der obersten Ligen, die bis jetzt aus mehreren Gruppen bestanden), behielt der SC Veltheim die Ligenzugehörigkeit in der nun 2. Liga genannten dritthöchsten Liga der Schweiz. Dort belegte der Verein in den nächsten Jahren vorwiegend Mittelfeldplätze.
1935 wurde eine Juniorenabteilung gegründet und überstand am Ende der Saison 1935/36 eine Vereinskrise, als die Mannschaft in die fünftklassige 3. Liga abstieg und der Verein nach einer sechsstündigen Generalversammlung durch einen neuen Vereinsvorstand gerettet werden musste. In der Folge spielte der Verein über 2 Jahrzehnte in der 3. Liga. Während dieser Zeit kam man 1948 und 1951 einem Wiederaufstieg am nächsten, scheiterte jedoch jeweils in den Aufstiegsspielen. 1939 wurde eine Seniorensektion gegründet. 1958/59 gelang dem Verein der Aufstieg in die 2. Liga, wo man die nächsten Jahre vorwiegend im Mittelfeld klassiert war bis zum abermaligen Abstieg 1971.
Im Juni 1970 bewilligte der Winterthur Souverän mit 58,5 % Ja-Stimmen-Anteil den Bau des Sportplatzes Flüeli, der drei Jahre später am 7. Juli 1973 mit einem UI-Cup-Spiel des FC Winterthur eingeweiht werden konnte, zuvor spielte man unter anderem auf dem Deutweg und in A-Zeiten auch auf der Schützenwiese. Das Einweihungsspiel Veltheims war gleichzeitig das Aufstiegsspiel gegen den FC Büsingen, die erste volle Saison auf dem neuen Sportplatz konnte der Verein wieder in der 2. Liga verbringen. 1974 sorgte der Verein mit einer knappen 0:1-Niederlage nach Verlängerung gegen den FC St. Gallen im 1/16-Final des Schweizer Cups für Furore. Zumindest in der zweiten Hälfte der 1970er-Jahre existierten auch eine Eishockey- und eine Handballmannschaft innerhalb des Vereins.
1988 schaffte der Verein unter Trainer Bruno Lüthi den Aufstieg in die 1. Liga, der dritthöchsten Liga der Schweiz. Im Schweizer Cup 1989/90 konnte Veltheim in der ersten Runde den NLB-Verein FC Emmenbrücke besiegen, bevor man gegen den FC Glarus, einem weiteren B-Verein, ausschied. In der 1. Liga konnten sich die Veltemer bis 1993 halten und stiegen danach wieder in die 2. Liga ab. 1998/99 hatte man abermals für ein Jahr ein Gastspiel in der 1. Liga, konnte sich dort jedoch nicht halten.
2004/05 verbrachte die Mannschaft in der 3. Liga, konnte jedoch direkt wieder aufsteigen. 2007 erfolgte der abermalige Abstieg, dieses Mal blieb man jedoch länger in der 3. Liga. Während man beim ersten Wiederaufstieg 2012 den direkten Wiederabstieg hinnehmen musste, konnte man sich nach dem Aufstieg 2016 immerhin drei Saisons bis 2019 dort halten. 2021 gelang der erneute Aufstieg in die 2. Liga, wo der Verein seither spielt.

### Frauenfussball
1974 stiess die Frauenabteilung nach Gastspielen beim FC Winterthur sowie beim FC Phönix Seen von Seen her kommend endgültig zum SC Veltheim. Als Untersektion wurde die Damenmannschaft als eigene Sektion unter dem Namen DFC Veltheim in den Verein aufgenommen. Als Sektion besitzt die Damenmannschaft einen eigenen Vorstand und ist auch mit den Finanzen selbsttragend.
Die Mannschaft spielte in den ersten Jahren des Frauenfussballs wiederholt in der höchsten Schweizer Fussballliga. Sie gehörte 1976–1978, in der Saison 1980/81 sowie wieder zwischen 1983 und 1988, der ersten Saison in der die neue Nationalliga geschaffen wurde, der höchsten Schweizer Liga der Schweiz an. 1983 erreichte man den Viertelfinal des Schweizer Cups, wo man mit 1:2 gegen den DFC Bern ausschied. Sechs Spielerinnen hatten die Ehre, für das Nationalteam der Frauen aufgeboten zu werden: Die Torhüterin Ruth Senn, die Verteidigerin Daniela Herzog, die Mittelfeldspielerinnen Marianne Roesch, Sonja Stettler Spinner und Esther Kunz sowie die Stürmerin Jeannine Fontanive.
Als 1990 drei Jahre nach Einführung der Nationalliga eine Nationalliga B geschaffen wurde, konnte man sich mit dem Gewinn des 1. Liga-Meistertitels für diese qualifizieren und dadurch die Klasse halten – stieg jedoch eine Saison später aus dieser ab und spielte damit erstmals nur noch drittklassig. 1995 schaffte man den erneuten Aufstieg in die neu strukturierte Nationalliga B, konnte sich dort jedoch nur ein Jahr halten und stieg danach wieder in die drittklassige 1. Liga ab. 2002 folgte dann der Abstieg in die viertklassige 2. Liga. Zuletzt spielte die Mannschaft 2010/11 nochmals für eine Saison in der 1. Liga und spielte seither mehrheitlich abgesehen von einem Ausflug in die 3. Liga in der vierthöchsten Liga der Schweiz.
In der Saison 22/23 spielte die Frauenmannschaft mit dem Aktivteam in der 2. Liga Regional, stieg jedoch am Ende der Saison ab.
In der Saison 23/24 spielt die Frauenmannschaft in der 3. Liga – Gruppe 1 und hat Nachwuchsteams bei den B- und C-Juniorinnen.

## Spielstätte
Die ersten Jahre nach der Gründung waren in Ermangelung eines eigenen Spielfelds von wechselnden Spielplätzen geprägt. Von 1915 bis 1918 spielte man auf der Schützenwiese-Allmend, danach auf dem Deutweg und in der Saison 1920/21 beim Schützenhaus Veltheim auf dem Rosenberg. Die erste längere Heimat fand man hinter dem Tramdepot Deutweg, wo man von 1921 bis 1940 spielte. Ab 1941 spielte man dann näher am eigenen Stadtkreis auf der Unteren Schützenwiese.
Erst mit der Fertigstellung des Sportplatzes Flüeli 1973 fand der Verein eine dauerhafte Bleibe, die er bis heute belegt. Während der Saison 1993/94 genoss der Club Gastrechte auf anderen Sportplätzen, da die Rasenflächen saniert wurden und gleichzeitig ein neues Clubhaus gebaut wurde. Im Jahr 2007 bekam der Sportplatz Flüeli einen Kunstrasen.
Das Naturrasenfeld misst 100 × 64 Meter und ist für Spiele bis in die 2. Liga zugelassen.